# مانفرد وبر
مانفرد وبر (به انگلیسی: Manfred Weber) (زاده ۱۴ ژوئیه ۱۹۷۲) یک سیاستمدار آلمانی است که از سال ۲۰۱۴ رهبر فراکسیون حزب مردم اروپا در پارلمان اروپا می‌باشد. وبر در ۲۶ مه ۲۰۱۹ در جریان انتخابات پارلمان اروپا (۲۰۱۹) که فراکسیون حزب مردم اروپا بیشترین کرسی‌های پارلمان اروپا را به دست آورد، به عنوان جانشین ژان کلود یونکر رئیس فعلی کمیسیون اروپا برگزیده شد.